# Gabriel Rufián
Gabriel Rufián i Romero, né le 8 février 1982 à Barcelone, est un homme politique espagnol, membre de la Gauche républicaine de Catalogne (ERC).
Il est élu député de la circonscription de Barcelone lors des élections générales de décembre 2015.

## Biographie

### Origines et carrière professionnelle
Gabriel Rufián i Romero grandit à Santa Coloma de Gramenet puis vit à Badalone avant de s'établir à Sabadell. Son engagement politique est marqué par ses origines familiales puisque ses parents, originaires d'Andalousie, se sont rencontrés à une réunion de Bandera Roja, une organisation communiste.
Il est diplômé en relations du travail et titulaire d'un master de gestion du personnel de l'université Pompeu Fabra de Barcelone.
Dans sa jeunesse, il est transporteur dans une foire et vendeur à El Corte Inglés et à H&M. Il travaille ensuite pendant onze ans comme conseiller dans une entreprise de ressources humaines spécialisée dans le secteur de la métallurgie.

### Engagement indépendantiste
Gabriel Rufián s'engage en politique en adhérant à Súmate, une association indépendantiste castillanophone, lors de sa création à la fin de l'année 2013. Ses premières apparitions publiques ont lieu en février 2014. Il se fait connaître en Catalogne par son militantisme sur les réseaux sociaux, et par son discours lors de la Via Lliure du 11 septembre 2015, où il est le porte-parole en castillan de l'Assemblée nationale catalane (ANC).
En mai 2015, il est élu membre du secrétariat national de l'ANC. Il en démissionne quelques mois plus tard pour se présenter aux élections générales espagnoles.
En novembre 2015, il est élu membre du bureau de Súmate chargé des relations institutionnelles.

### Membre du Congrès des députés
En 2015, Gabriel Rufián participe à la campagne électorale de la liste d'union indépendantiste Ensemble pour le oui, qui est composée de la Convergence démocratique de Catalogne (CDC) et de la Gauche républicaine de Catalogne (ERC), pour les élections au Parlement de Catalogne du 27 septembre. Il se rapproche d'ERC au sein de laquelle il défend l'ancrage à gauche de l'indépendantisme, fondé sur les principes de la justice sociale et du droit à l'autodétermination. Il est proche du président Oriol Junqueras.
En novembre 2015, il est désigné tête de liste d'ERC pour les élections générales espagnoles du 20 décembre par le conseil national du parti. Il est un candidat atypique pour l'organisation, sans expérience politique, qui s'exprime en castillan dans les réunions politiques, et se distingue par le ton posé et poétique de ses prises de parole. Sa candidature est co-dirigée avec Joan Tardà, deuxième sur la liste, qui a une grande expérience parlementaire, et qui est connu et apprécié des militants pour ses discours directs et passionnés. Gabriel Rufián et huit autres colistiers sont élus députés.
Au Congrès, il est nommé porte-parole adjoint du groupe parlementaire conjoint d'ERC, de la Gauche unie et de Bildu. Il se fait connaître du grand public espagnol par sa première intervention le 4 mars 2016, lors du débat d'investiture de Pedro Sánchez, dans laquelle il se définit comme « charnego (es) mais indépendantiste ».
Il est de nouveau désigné tête de liste d'ERC pour les élections générales espagnoles de 2016, toujours suivi par Joan Tardà à la deuxième place. ERC obtient de nouveau neuf sièges au Congrès.